# Robert de Luppé
Pour les articles homonymes, voir Luppé.
Robert de Luppé, né le 14 juin 1922 à Paris et mort le 21 février 2008 dans la même ville, est un écrivain et historien français.

## Publications
- Albert Camus, 1951.
- Les Idées littéraires de Madame de Staël, 1969. Prix Broquette-Gonin 1970.
- Le Voyage de Grèce et autres contes, 1973.
- Le Maître et son disciple, 1984.
- La Puissance et l'Acte, 1987.
- Au sein du réel, 2001.